# Henrique de Bourbon
Henrique de Bourbon (Sevilha, 17 de abril de 1823 – Madri, 12 de março de 1870) foi Infante da Espanha e Duque de Sevilha, neto do rei Carlos IV. Ele ficou conhecido por suas ideias progressistas e revolucionárias, durante o reinado de sua prima e cunhada, a rainha Isabel II de Espanha.

## Vida
Infante Enrique nasceu em Sevilha , Espanha , o quarto filho e segundo filho do Infante Francisco de Paula da Espanha (1794-1865; filho de Carlos IV da Espanha e da princesa Maria Luisa de Parma ) e sua esposa, a princesa Luisa Carlotta dos Dois Sicílias (1804–1844), que era filha de Francisco I das Duas Sicílias e da infanta Maria Isabel da Espanha .
Nascido na cidade andaluza de Sevilha, seu tio, o rei Fernando VII , concedeu-lhe o título de duque de Sevilha em 1823. Fernando VII havia conferido o título de duque de Cádiz ao primeiro filho do infante Francisco de Paula, Francisco de Asís, em 1820 e depois, depois a morte da criança no ano seguinte, no filho seguinte do Infante Francisco de Paula, Francisco . Enrique foi batizado com o nome de Enrique María Fernando Carlos Francisco Luís e teve como padrinhos sua tia materna, a princesa Marie Caroline, duquesa de Berry , e seu filho, o duque de Bordeaux , de quem recebeu o nome.
Em 1833, a morte de seu tio, o rei Fernando VII, dividiu a corte entre os partidários da rainha Isabella II , e seu tio em comum, Don Carlos . A tia de Henrique, a rainha-mãe Maria Cristina das Duas Sicílias , viúva de Fernando VII, serviu como regente da Espanha em nome de Isabel de 1833 a 1840.
O segundo casamento de Maria Cristina com Agustín Fernando Muñoz y Sánchez em 1833 provocou um desentendimento entre ela e sua irmã, a infanta Luisa Carlotta , resultando no desterro de Luisa Carlota e sua família para Paris , onde residia a rainha consorte da França, Maria Amália de Nápoles e Sicília , era sua tia.
Enrique e seus irmãos foram educados na capital francesa. No Lycée conheceu seu primo, Antoine, Duque de Montpensier , com quem mais tarde desenvolveu uma intensa rivalidade que acabaria por terminar em tragédia. Enrique passou um tempo na Bélgica , onde sua prima, Louise , era rainha. Lá ele soube da expulsão da Espanha em 1840 de Maria Cristina e seu marido.
Finalmente capaz de retornar à Espanha, Enrique logo iniciou sua carreira militar em Ferrol, na Galiza , onde foi elogiado por sua excelente conduta. Em 1843 foi promovido a tenente , sendo comandante do navio Manzanares . Em 1845 ele era capitão de uma fragata .
Embora um possível casamento entre Henrique e Isabella II tenha sido considerado, ela se casou com o irmão de Henrique, Francisco, duque de Cádiz , que era o mais velho de Henrique, mas cuja efeminação foi interpretada como tornando-o um pai improvável e, portanto, um candidato matrimonial menos adequado. Ao mesmo tempo, a irmã mais nova da rainha, a infanta Luísa , casou-se com o duque de Montpensier por instigação da França.
Ofendido abertamente com esses contratempos e acusado de participar de uma revolta contra a monarquia na Galícia , Henrique foi expulso da Espanha em março de 1846, pouco antes do casamento de seu irmão com a rainha. Don Enrique refugiou-se na Bélgica, onde se encontrava a sua irmã Isabel Fernandina. Naquela época ele era considerado um candidato ao Trono do México , embora haja poucas evidências de que Enrique perseguiu essa perspectiva.

## Casamento e família
Pouco tempo depois, Enrique foi autorizado a retornar à Espanha, onde conheceu Elena María de Castellvi y Shelly  (1821–1863), filha de Antonio de Padua de Castellvi y Fernández de Córdoba, Conde de Castellá, e sua esposa Margarita Shelly . A rainha não apoiou o desacordo, então o casal fugiu para Roma em 6 de maio de 1847. Após o retorno do casal à Espanha, eles foram banidos para Bayonne , estabelecendo-se posteriormente em Toulouse .
Tiveram quatro filhos e uma filha:

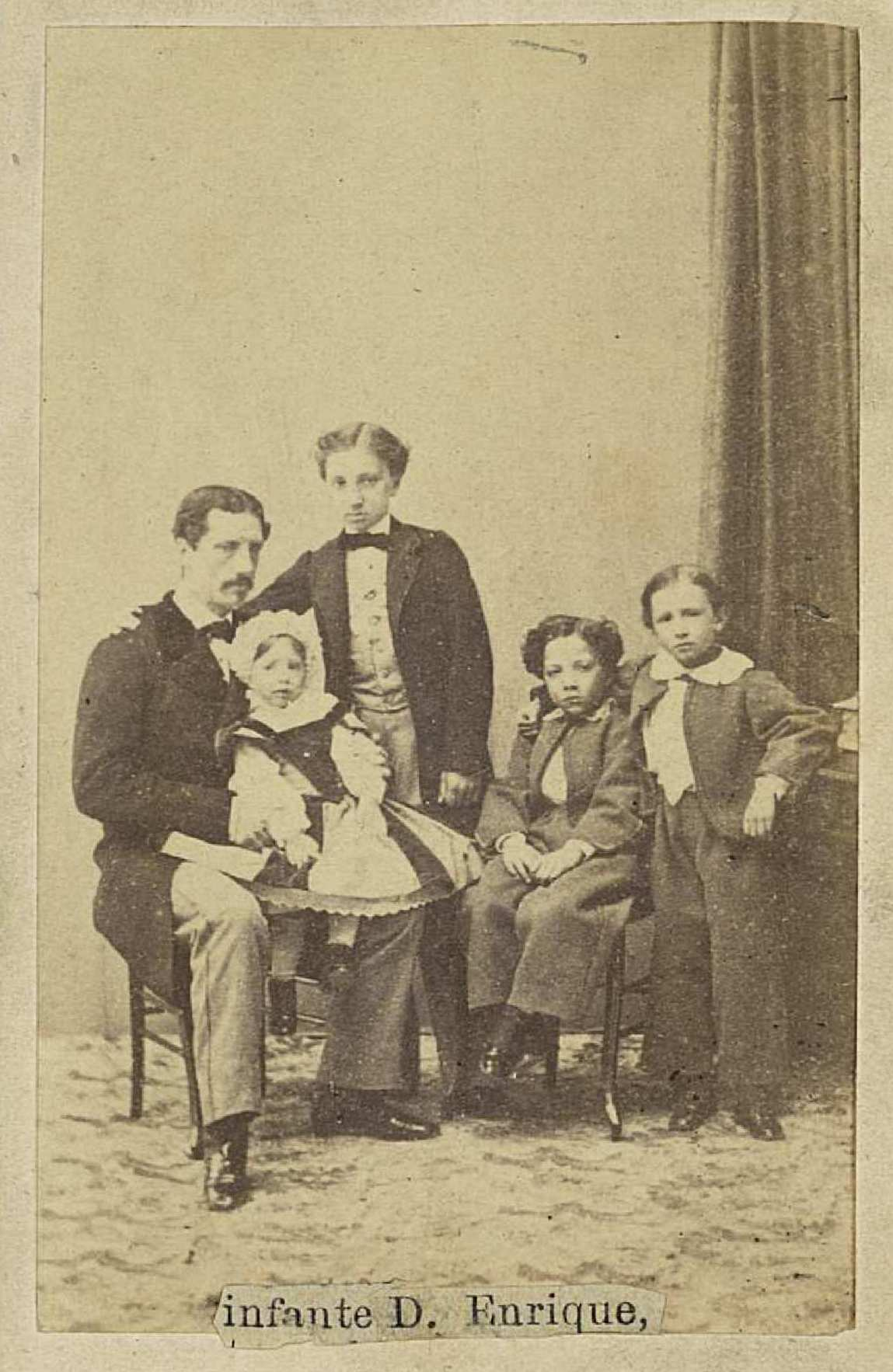
Com alguns de seus filhos.

- Henrique de Bourbon e Castellvi, 2º Duque de Sevilha (3 de outubro de 1848 - 12 de julho de 1894) que, em 1870, casou-se com Josephine Parade e teve descendência.
- Luis de Borbón y Castellví (7 de novembro de 1851 - 25 de fevereiro de 1854).
- Francisco de Paula de Borbón y Castellví (29 de março de 1853 - 28 de março de 1942) que, em 1877, casou-se com Maria Luisa de La Torre y Bassave, e teve descendência. Casou-se em segundo lugar em 1890 com Felisa de León e Navarro de Balboa, e teve mais filhos.
- Alberto de Borbón y Castellví, 1º Duque de Santa Elena (22 de fevereiro de 1854 - 21 de janeiro de 1939) que, em 1878, casou-se com Marguerite d'Ast de Novélé e teve descendência.
- Maria del Olvido de Borbon y Castellvi (28 de novembro de 1863 - 14 de abril de 1907) casou-se com Carlos Fernandez-Maquieira y Oyanguren em

## Retorno à Espanha
Enquanto estava na França, Enrique se proclamou várias vezes um revolucionário e foi convidado a ingressar na Associação Internacional dos Trabalhadores . Tornou-se publicamente maçom e alcançou o 33º posto no Rito Maçônico Escocês.
Em 13 de maio de 1848, ele foi destituído de sua posição e títulos reais (seus filhos, nascidos de um casamento morganático, não tinham título). Em 1849, ele pediu perdão à rainha para retornar do exílio. A família se estabeleceu em Valladolid em 1851, mas logo foi forçada a retornar à França. Mais tarde, em 1854, ele voltou para a Espanha, residindo em Valência , onde nasceu seu quarto filho, Alberto, e onde seu segundo filho, Luis, morreu logo após o nascimento de Alberto. O título ducal de Enrique foi restaurado, mas não o título de Infante.

## Exílio na França

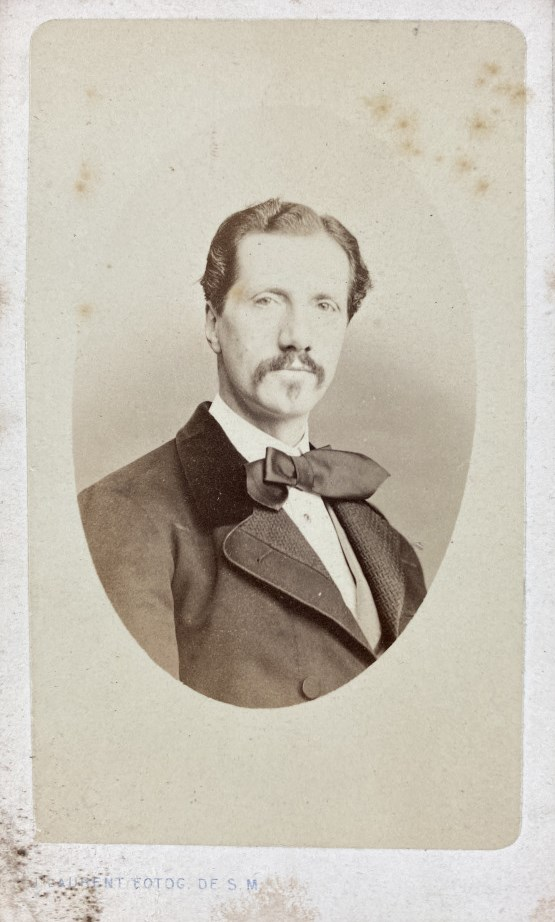
Uma de suas ultimas fotografias.

Logo depois que o duque de Sevilha voltou a expressar ideias esquerdistas em 1860, ele foi novamente exilado para a França. Lá obteve o posto de Capitão General do Exército, e três anos depois foi promovido a Tenente General. Em 1863, sua esposa morreu após dar à luz seu quinto filho, e foi enterrada no Convento de Las Descalzas Reales , em vez de nas tumbas reais espanholas em El Escorial , reservadas para rainhas e infantas da Espanha.

## Morte
Entre 1869 e 1870, Hnrique publicou vários panfletos e artigos hostis a seu primo, Antoine, Duque de Montpensier . Ele desafiou Montpensier para um duelo , que aconteceu perto de La Fortuna em Leganés, Madri, em 12 de março de 1870. Enrique foi baleado e morto, removendo-o como um crítico público das supostas aspirações do duque ao trono espanhol.
O filho mais velho de Enrique recusou-se a aceitar as 30.000 pesetas que o duque de Montpensier oferecia como compensação . Enrique, que já não era Infante de Espanha, não pôde ser sepultado em El Escorial , mas foi sepultado no cemitério de San Isidro, em Madrid.

Os filhos de Enrique foram adotados por seu irmão, Francis.